# Božo Broketa
Božo Broketa (Ragusa, 14 dicembre 1921 – Ragusa, 26 luglio 1985) è stato un calciatore jugoslavo, di ruolo centrocampista.

## Carriera

### Club
Leggenda dell'Hajduk Spalato con il quale ha giocato un totale di 493 partite segnando 70 reti, con i Bili ha vinto tre campionati jugoslavi. Il 29 ottobre 1950 segnò al 86º minuto il gol decisivo del 2-1 ai danni della Stella Rossa che gli valse il primo dei tre campionati nazionali vinti, quello del 1950.

### Nazionale
Il suo debutto con la nazionale jugoslava risale al 11 maggio 1947 nella partita contro la Cecoslovacchia giocata a Praga. La sua ultima partita con la nazionale risale al 27 giugno 1948 contro l'Albania a Belgrado.
Indossò la maglia della nazionale per un totale di tre partite e vinse l'argento olimpico a Londra 1948.

## Statistiche

### Cronologia presenze e reti in nazionale
| Cronologia completa delle presenze e delle reti in nazionale ― Jugoslavia | Cronologia completa delle presenze e delle reti in nazionale ― Jugoslavia | Cronologia completa delle presenze e delle reti in nazionale ― Jugoslavia | Cronologia completa delle presenze e delle reti in nazionale ― Jugoslavia | Cronologia completa delle presenze e delle reti in nazionale ― Jugoslavia | Cronologia completa delle presenze e delle reti in nazionale ― Jugoslavia | Cronologia completa delle presenze e delle reti in nazionale ― Jugoslavia | Cronologia completa delle presenze e delle reti in nazionale ― Jugoslavia |
| Data                                                                      | Città                                                                     | In casa                                                                   | Risultato                                                                 | Ospiti                                                                    | Competizione                                                              | Reti                                                                      | Note                                                                      |
| ------------------------------------------------------------------------- | ------------------------------------------------------------------------- | ------------------------------------------------------------------------- | ------------------------------------------------------------------------- | ------------------------------------------------------------------------- | ------------------------------------------------------------------------- | ------------------------------------------------------------------------- | ------------------------------------------------------------------------- |
| 11-5-1947                                                                 | Praga                                                                     | Cecoslovacchia                                                            | 3 – 1                                                                     | Jugoslavia                                                                | Amichevole                                                                | -                                                                         |                                                                           |
| 14-9-1947                                                                 | Tirana                                                                    | Albania                                                                   | 2 – 4                                                                     | Jugoslavia                                                                | Coppa dei Balcani                                                         | -                                                                         |                                                                           |
| 27-6-1948                                                                 | Belgrado                                                                  | Jugoslavia                                                                | 0 – 0                                                                     | Albania                                                                   | Coppa dei Balcani                                                         | -                                                                         | cap. 32’                                                                  |
| Totale                                                                    |                                                                           | Presenze                                                                  | 3                                                                         |                                                                           | Reti                                                                      | 0                                                                         |                                                                           |

## Palmarès

### Club

#### Competizioni nazionali
- Campionato jugoslavo: 3

Hajduk Spalato: 1950, 1952, 1954-1955

### Nazionale
- Argento olimpico: 1

Londra 1948